# Estadio Chacarita Juniors
El Estadio Chacarita Juniors es un recinto deportivo propiedad del club homónimo, ubicado en la localidad bonaerense de Villa Maipú, Argentina. Se sitúa en la calle Gutiérrez 351, en el partido de General San Martín.

## Historia
Se inauguró el 8 de julio de 1945 con un partido amistoso frente a River Plate de Uruguay, que finalizó con la victoria de los visitantes por 1:0. 
Luego del partido del 21 de octubre de 2005 contra Tigre, por la 12.ª fecha del Torneo Apertura 2005 ganado Chacarita por 3 a 0, fue cerrado para reformarlo. En ese momento el estadio tenía capacidad para 18.000 espectadores.
Se reinauguró el 30 de enero de 2011 con un partido amistoso frente a Argentinos Juniors que finalizó en empate por 0:0, al que concurrieron 20 000 espectadores Oficialmente, se estrenó por la 19.ª fecha del campeonato de Primera B Nacional 2010-11 con un triunfo por 1 a 0 contra Atlético Tucumán, con gol de Jorge Torres.
Las obras en el estadio todavía esperan, hasta ampliar en un futuro su capacidad a 31.800 espectadores. Hacia el año 2017 sólo faltaba construir la tribuna ubicada sobre la calle Mitre, ya que está completa la popular local, llamada Isaac López (que da hacia la calle Gutiérrez), las plateas alta y baja, llamadas Carlos Cerrutti (que dan hacia la calle Matheu), y la popular visitante que da hacia French. En la actualidad el estadio posee capacidad para 19.000 espectadores.
La obra, que se encuentra a cargo del ingeniero Fabio Vargas (MN. 50709), comprenderá una estructura doble bandeja de 112.50 metros de ancho por 17.80 de profundidad.
De acuerdo a lo que anticiparon desde la dirigencia, en la platea baja entrarán unos 2.200 espectadores. Se dividirá en cinco zonas con misma cantidad de bocas de ingreso: cada zona tendrá 440 butacas. En tanto, la platea alta será apta para 3.040 personas.
El proyecto prevé la instalación de 28 palcos en planta baja (nivel campo de juego), con capacidad para 8 personas cada palco sobre una dimensión de 3 por 3.50 mts. También, otros 26 en sector medio con la particularidad de un "palco de honor" donde podrán ingresar hasta 32 personas.
La platea en su totalidad quedaría concluida entre finales de este 2024 y principios del 2025.

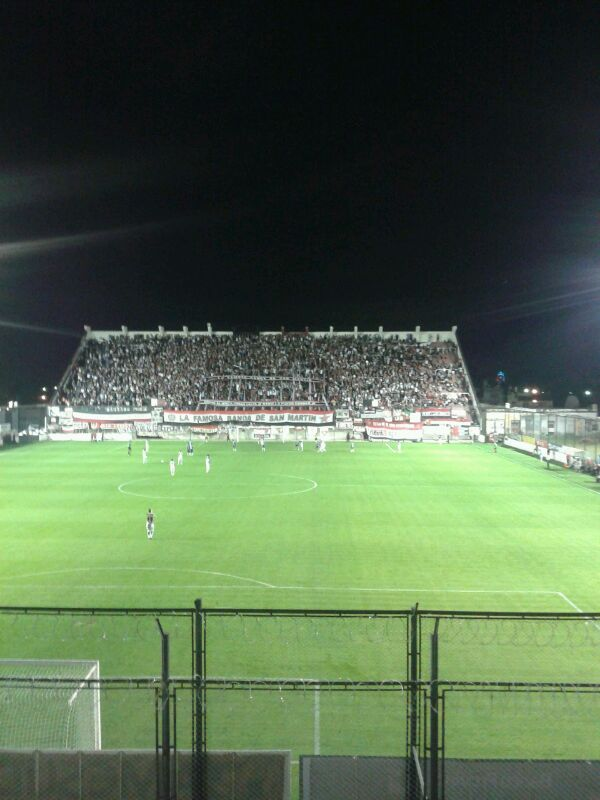
Tribuna local durante un partido de Chacarita Juniors en 2014